# Grand Prix automobile des États-Unis 2016
GP précédent GP suivant
Le Grand Prix automobile des États-Unis 2016 (2016 Formula 1 United States Grand Prix), disputé le 23 octobre 2016 sur le Circuit des Amériques, est la 953e épreuve du championnat du monde de Formule 1 courue depuis 1950. Il s'agit de la quarante-et-unième édition du Grand Prix des États-Unis et de la trente-troisième comptant pour le championnat du monde de Formule 1. Ce cinquième Grand Prix sur le circuit d'Austin (Texas) est la dix-huitième manche du championnat 2016.
Lewis Hamilton réalise, pour la première fois en cinq participations, la pole position sur le circuit des Amériques. Auteur du meilleur temps lors de ses deux tentatives au cours de la troisième phase des qualifications, il prend son neuvième départ en tête de la saison, le cinquante-huitième de sa carrière. Il établit un nouveau record en ayant obtenu la pole position sur vingt-trois circuits différents. Battu de deux dixièmes de seconde, son coéquipier Nico Rosberg l'accompagne, pour la onzième fois de l'année, en première ligne. Les Red Bull Racing sont à nouveau meilleures que les Ferrari, Daniel Ricciardo et Max Verstappen occupant la deuxième ligne devant Kimi Räikkönen et Sebastian Vettel sur la troisième ligne.  
Lewis Hamilton réussit son envol à l'extinction des feux et mène les cinquante-six tours de course à sa main, ne laissant le commandement à Sebastian Vettel que durant trois tours, à l'occasion de son arrêt au stand du onzième tour. Le Britannique qui ne s'était plus imposé depuis le Grand Prix d'Allemagne le 31 juillet, gagne sa septième course de la saison, son quatrième succès sur cinq éditions disputées à Austin, et le cinquantième de sa carrière. Nico Rosberg permet aux Flèches d'Argent de réaliser leur cinquième doublé de la saison. S'il concède sept points à son coéquipier, son avance de vingt-six points pourrait lui permettre de gagner le titre mondial dès la course suivante. Rosberg, bien que devancé par Daniel Ricciardo au premier virage, se classe deuxième en profitant de la neutralisation de la course (par la voiture de sécurité virtuelle) après l'abandon de Max Verstappen au vingt-huitième tour, pour s'arrêter chausser des pneumatiques. Ricciardo dont la stratégie de course est contrecarrée par cet événement, monte toutefois sur la troisième marche du podium en devançant largement Sebastian Vettel, seul  pilote Ferrari à l'arrivée. Mieux placé en course, Kimi Räikkönen est victime d'une erreur de ses mécaniciens qui n'ont pas serré un écrou de roue arrière lors de son troisième arrêt au trente-huitième tour, provoquant son abandon. En fin de course, Fernando Alonso, auteur de dépassements tranchants sur Felipe Massa et Carlos Sainz Jr., prend la cinquième place et égale son meilleur résultat de la saison. À un tour du vainqueur, Sainz termine sixième et Massa septième. Plus loin, Sergio Pérez, Jenson Button et Romain Grosjean prennent les derniers points en jeu. 
Rosberg, avec 331 points, garde une avance de vingt-six points sur Hamilton (305 points). Le pilote allemand peut remporter le titre mondial au Mexique s'il l'emporte et que son coéquipier ne marque pas. Ricciardo se rapproche de la troisième place du championnat 2016 avec 227 points tandis que Vettel remonte au quatrième rang (177 points) devant Räikkönen (170 points) et Verstappen (165 points) qui n'ont pas marqué. Ils devancent Pérez (84 points), Bottas (81 points), Hülkenberg (54 points) et Alonso (52 points). Déjà champion, Mercedes, porte son total à 636 points, tandis que Red Bull Racing (400 points) augmente son avance sur la Scuderia Ferrari, troisième avec 347 points ; suivent Force India (138 points), Williams (130 points), McLaren (74 points), Scuderia Toro Rosso (55 points), Haas (29 points), Renault (8 points) et Manor (1 point).

## Pneus disponibles
| Pneus pour piste sèche | Pneus pour piste sèche | Pneus pour piste sèche | Pneus pluie    | Pneus pluie |
| ---------------------- | ---------------------- | ---------------------- | -------------- | ----------- |
| Super tendres          | Tendres                | Medium                 | Intermédiaires | Pluie       |

## Essais libres

### Première séance, le vendredi de 10 h à 11 h 30
| Pos. | Pilote          | Voiture              | Chrono         | Écart     |
| ---- | --------------- | -------------------- | -------------- | --------- |
| 1    | Lewis Hamilton  | Mercedes             | 1 min 37 s 428 |           |
| 2    | Nico Rosberg    | Mercedes             | 1 min 37 s 743 | + 0 s 315 |
| 3    | Max Verstappen  | Red Bull-TAG Heuer   | 1 min 39 s 379 | + 1 s 951 |
| 4    | Kimi Räikkönen  | Ferrari              | 1 min 39 s 407 | + 1 s 979 |
| 5    | Nico Hülkenberg | Force India-Mercedes | 1 min 39 s 712 | + 2 s 284 |
| 6    | Valtteri Bottas | Williams-Mercedes    | 1 min 39 s 776 | + 2 s 348 |

- Jordan King, pilote-essayeur chez Manor Racing, remplace Pascal Wehrlein lors de cette séance d'essais.
- Alfonso Celis Jr., pilote-essayeur chez Force India, remplace Sergio Pérez lors de cette séance d'essais.

### Grille de départ du Grand Prix

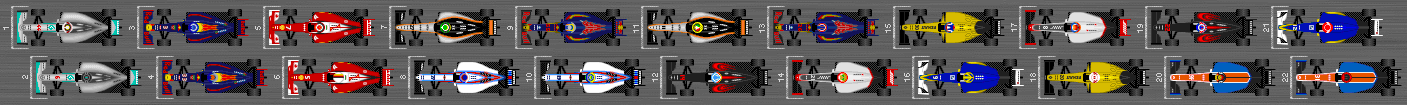
La grille de départ du Grand Prix des États-Unis 2016.

### Deuxième séance, le vendredi de 14 h à 15 h 30
| Pos. | Pilote           | Voiture              | Chrono         | Écart     |
| ---- | ---------------- | -------------------- | -------------- | --------- |
| 1    | Nico Rosberg     | Mercedes             | 1 min 37 s 358 |           |
| 2    | Daniel Ricciardo | Red Bull-TAG Heuer   | 1 min 37 s 552 | + 0 s 194 |
| 3    | Lewis Hamilton   | Mercedes             | 1 min 37 s 649 | + 0 s 291 |
| 4    | Sebastian Vettel | Ferrari              | 1 min 38 s 178 | + 0 s 820 |
| 5    | Max Verstappen   | Red Bull-TAG Heuer   | 1 min 38 s 258 | + 0 s 900 |
| 6    | Nico Hülkenberg  | Force India-Mercedes | 1 min 38 s 508 | + 1 s 150 |

### Troisième séance, le samedi de 10 h à 11 h
| Pos. | Pilote           | Voiture            | Chrono         | Écart     |
| ---- | ---------------- | ------------------ | -------------- | --------- |
| 1    | Max Verstappen   | Red Bull-TAG Heuer | 1 min 36 s 766 |           |
| 2    | Daniel Ricciardo | Red Bull-TAG Heuer | 1 min 37 s 032 | + 0 s 266 |
| 3    | Kimi Räikkönen   | Ferrari            | 1 min 37 s 284 | + 0 s 518 |
| 4    | Lewis Hamilton   | Mercedes           | 1 min 37 s 483 | + 0 s 717 |
| 5    | Nico Rosberg     | Mercedes           | 1 min 37 s 784 | + 1 s 081 |
| 6    | Sebastian Vettel | Ferrari            | 1 min 37 s 894 | + 1 s 128 |

## Séance de qualifications

### Résultats des qualifications
| Pos.                                                                                      | Pilote            | Écurie               | Qualifications 1 | Qualifications 2 | Qualifications 3 |
| ----------------------------------------------------------------------------------------- | ----------------- | -------------------- | ---------------- | ---------------- | ---------------- |
| 1                                                                                         | Lewis Hamilton    | Mercedes             | 1 min 36 s 296   | 1 min 36 s 450   | 1 min 34 s 999   |
| 2                                                                                         | Nico Rosberg      | Mercedes             | 1 min 36 s 397   | 1 min 36 s 351   | 1 min 35 s 215   |
| 3                                                                                         | Daniel Ricciardo  | Red Bull-TAG Heuer   | 1 min 36 s 659   | 1 min 36 s 255   | 1 min 35 s 509   |
| 4                                                                                         | Max Verstappen    | Red Bull-TAG Heuer   | 1 min 36 s 613   | 1 min 36 s 857   | 1 min 35 s 747   |
| 5                                                                                         | Kimi Räikkönen    | Ferrari              | 1 min 36 s 985   | 1 min 36 s 584   | 1 min 36 s 131   |
| 6                                                                                         | Sebastian Vettel  | Ferrari              | 1 min 37 s 151   | 1 min 36 s 462   | 1 min 36 s 358   |
| 7                                                                                         | Nico Hülkenberg   | Force India-Mercedes | 1 min 36 s 950   | 1 min 36 s 626   | 1 min 36 s 628   |
| 8                                                                                         | Valtteri Bottas   | Williams-Mercedes    | 1 min 37 s 456   | 1 min 37 s 202   | 1 min 37 s 116   |
| 9                                                                                         | Felipe Massa      | Williams-Mercedes    | 1 min 37 s 402   | 1 min 37 s 214   | 1 min 37 s 269   |
| 10                                                                                        | Carlos Sainz Jr.  | Toro Rosso-Ferrari   | 1 min 37 s 744   | 1 min 37 s 175   | 1 min 37 s 326   |
| 11                                                                                        | Sergio Pérez      | Force India-Mercedes | 1 min 37 s 345   | 1 min 37 s 353   |                  |
| 12                                                                                        | Fernando Alonso   | McLaren-Honda        | 1 min 37 s 913   | 1 min 37 s 417   |                  |
| 13                                                                                        | Daniil Kvyat      | Toro Rosso-Ferrari   | 1 min 37 s 844   | 1 min 37 s 480   |                  |
| 14                                                                                        | Esteban Gutiérrez | Haas-Ferrari         | 1 min 38 s 053   | 1 min 37 s 773   |                  |
| 15                                                                                        | Jolyon Palmer     | Renault              | 1 min 38 s 084   | 1 min 37 s 935   |                  |
| 16                                                                                        | Marcus Ericsson   | Sauber-Ferrari       | 1 min 38 s 040   | 1 min 39 s 356   |                  |
| 17                                                                                        | Romain Grosjean   | Haas-Ferrari         | 1 min 38 s 308   |                  |                  |
| 18                                                                                        | Kevin Magnussen   | Renault              | 1 min 38 s 317   |                  |                  |
| 19                                                                                        | Jenson Button     | McLaren-Honda        | 1 min 38 s 327   |                  |                  |
| 20                                                                                        | Pascal Wehrlein   | Manor-Mercedes       | 1 min 38 s 548   |                  |                  |
| 21                                                                                        | Felipe Nasr       | Sauber-Ferrari       | 1 min 38 s 583   |                  |                  |
| 22                                                                                        | Esteban Ocon      | Manor-Mercedes       | 1 min 38 s 806   |                  |                  |
| Temps minimal à réaliser pour la qualification : 1 min 43 s 036 (107 % de 1 min 36 s 296) |                   |                      |                  |                  |                  |

## Course

### Classement de la course
| Pos. | no | Pilote            | Écurie               | Tours | Temps/Abandon                      | Grille | Points |
| ---- | -- | ----------------- | -------------------- | ----- | ---------------------------------- | ------ | ------ |
| 1    | 44 | Lewis Hamilton    | Mercedes             | 56    | 1 h 38 min 12 s 618 (188,415 km/h) | 1      | 25     |
| 2    | 6  | Nico Rosberg      | Mercedes             | 56    | + 4 s 520                          | 2      | 18     |
| 3    | 3  | Daniel Ricciardo  | Red Bull-TAG Heuer   | 56    | + 19 s 692                         | 3      | 15     |
| 4    | 5  | Sebastian Vettel  | Ferrari              | 56    | + 43 s 134                         | 6      | 12     |
| 5    | 14 | Fernando Alonso   | McLaren-Honda        | 56    | + 1 min 33 s 953                   | 12     | 10     |
| 6    | 55 | Carlos Sainz Jr.  | Toro Rosso-Ferrari   | 56    | + 1 min 36 s 124                   | 10     | 8      |
| 7    | 19 | Felipe Massa      | Williams-Mercedes    | 55    | + 1 tour                           | 9      | 6      |
| 8    | 11 | Sergio Pérez      | Force India-Mercedes | 55    | + 1 tour                           | 11     | 4      |
| 9    | 22 | Jenson Button     | McLaren-Honda        | 55    | + 1 tour                           | 19     | 2      |
| 10   | 8  | Romain Grosjean   | Haas-Ferrari         | 55    | + 1 tour                           | 17     | 1      |
| 11   | 20 | Kevin Magnussen   | Renault              | 55    | + 1 tour                           | 18     |        |
| 12   | 26 | Daniil Kvyat      | Toro Rosso-Ferrari   | 55    | + 1 tour                           | 13     |        |
| 13   | 30 | Jolyon Palmer     | Renault              | 55    | + 1 tour                           | 15     |        |
| 14   | 9  | Marcus Ericsson   | Sauber-Ferrari       | 55    | + 1 tour                           | 16     |        |
| 15   | 12 | Felipe Nasr       | Sauber-Ferrari       | 55    | + 1 tour                           | 21     |        |
| 16   | 77 | Valtteri Bottas   | Williams-Mercedes    | 55    | + 1 tour                           | 8      |        |
| 17   | 94 | Pascal Wehrlein   | Manor-Mercedes       | 55    | + 1 tour                           | 20     |        |
| 18   | 31 | Esteban Ocon      | Manor-Mercedes       | 54    | + 2 tours                          | 22     |        |
| Abd. | 7  | Kimi Räikkönen    | Ferrari              | 38    | Écrou de roue                      | 5      |        |
| Abd. | 33 | Max Verstappen    | Red Bull-TAG Heuer   | 28    | Boîte de vitesses                  | 4      |        |
| Abd. | 21 | Esteban Gutiérrez | Haas-Ferrari         | 16    | Freins                             | 14     |        |
| Abd. | 27 | Nico Hülkenberg   | Force India-Mercedes | 1     | Direction                          | 7      |        |

### Pole position et record du tour
- Pole position :  Lewis Hamilton (Mercedes) en 1 min 34 s 999 (208,916 km/h)[6].
- Meilleur tour en course :  Sebastian Vettel (Ferrari) en 1 min 39 s 877 (198,712 km/h) au cinquante-cinquième tour[7].

### Tours en tête
- Lewis Hamilton : 53 tours  (1-11 / 15-56)[8]
- Sebastian Vettel : 3 tours (12-14)

## Classements généraux à l'issue de la course
| Pos. | Pilote            | Écurie               | Points |
| ---- | ----------------- | -------------------- | ------ |
| 1er  | Nico Rosberg      | Mercedes             | 331    |
| 2    | Lewis Hamilton    | Mercedes             | 305    |
| 3    | Daniel Ricciardo  | Red Bull-TAG Heuer   | 227    |
| 4    | Sebastian Vettel  | Ferrari              | 177    |
| 5    | Kimi Räikkönen    | Ferrari              | 170    |
| 6    | Max Verstappen    | Red Bull-TAG Heuer   | 165    |
| 7    | Sergio Pérez      | Force India-Mercedes | 84     |
| 8    | Valtteri Bottas   | Williams-Mercedes    | 81     |
| 9    | Nico Hülkenberg   | Force India-Mercedes | 54     |
| 10   | Fernando Alonso   | McLaren-Honda        | 52     |
| 11   | Felipe Massa      | Williams-Mercedes    | 49     |
| 12   | Carlos Sainz Jr.  | Toro Rosso-Ferrari   | 38     |
| 13   | Romain Grosjean   | Haas-Ferrari         | 29     |
| 14   | Daniil Kvyat      | Toro Rosso-Ferrari   | 25     |
| 15   | Jenson Button     | McLaren-Honda        | 21     |
| 16   | Kevin Magnussen   | Renault              | 7      |
| 17   | Jolyon Palmer     | Renault              | 1      |
| 18   | Pascal Wehrlein   | Manor-Mercedes       | 1      |
| 19   | Stoffel Vandoorne | McLaren-Honda        | 1      |

| Pos.     | Écurie               | Points |
| -------- | -------------------- | ------ |
| Champion | Mercedes             | 636    |
| 2        | Red Bull-TAG Heuer   | 400    |
| 3        | Ferrari              | 347    |
| 4        | Force India-Mercedes | 138    |
| 5        | Williams-Mercedes    | 130    |
| 6        | McLaren-Honda        | 74     |
| 7        | Toro Rosso-Ferrari   | 55     |
| 8        | Haas-Ferrari         | 29     |
| 9        | Renault              | 8      |
| 10       | Manor-Mercedes       | 1      |

## Statistiques
Le Grand Prix des États-Unis 2016 représente :
- La 58e pole position de Lewis Hamilton[11] ;
- La 70e pole position de Mercedes Grand Prix[12] ;
- La 40e première ligne occupée par Hamilton et Rosberg[13] ;
- La 50e victoire de Lewis Hamilton, sa septième de la saison[14] ;
- La 61e victoire de Mercedes Grand Prix en tant que constructeur[15] ;
- La 147e victoire de Mercedes en tant que motoriste[16] ;
- le 33e doublé de Mercedes en tant que constructeur[17] ;
- Le 100e départ en Grand Prix de Romain Grosjean[18].

Au cours de ce Grand Prix :
- Lewis Hamilton devient le pilote ayant réalisé le plus de pole positions sur des circuits différents ; en obtenant la pole position sur 23 circuit différents, il bat le précédent record établi par Alain Prost[19],[20] ;
- Max Verstappen est élu « Pilote du jour » lors d'un vote organisé sur le site officiel de la Formule[21] ;
- Mark Blundell (61 Grands Prix disputés entre 1991 et 1995, trois podiums et 32 points inscrits, vainqueur des 24 Heures du Mans 1992 sur Peugeot 905) est nommé, par la FIA, assistant pour ce Grand Prix pour aider dans leurs jugements le groupe des commissaires de course[22].